# Gai Furi Pàcil Fus
Gai Furi Pacil Fus (en llatí: Gaius Furius Pacilus Fusus) va ser un magistrat romà del segle v aC. Formava part de la gens Fúria, i era de la família dels Furi Pàcil.
Va ser elegit cònsol l'any 441 aC amb Marc Papiri Cras. Va ser censor el 435 aC amb Marc Gegani Macerí. Va ser en aquest consolat quan es va establir la censura. Els censors van fer el primer cens públic de ciutadans al Camp de Mart. Mamerc Emili Mamercí, que havia proposat, per la Lex Aemilia de censoribus de rebaixar el període de cinc anys que tenia la censura fins a un any i mig, va ser exclòs per aquest motiu de la seva tribu i rebaixat a la condició d'erari.
L'any 426 aC va ser tribú amb potestat consolar. El senat li va encarregar, juntament amb els seus col·legues, la guerra contra Veios. Va donar algunes ordres contradictòries i això va ser aprofitat pels veians, que van atacar un dels campaments romans i van fer fugir els soldats. Quan les notícies van arribar a Roma, Aulus Corneli Cos, que havia restat al càrrec de la ciutat, va nomenar dictador a Mamerc Emili Mamercí perquè es fes càrrec de les operacions militars.